# Bakó Lajos
Bakó Lajos (Győr, 1958. december 12. –) magyar politikus, országgyűlési képviselő (MDF; 1990–1994).

## Életpályája
1988-tól a Győr-Moson-Sopron megyei 2. számú választókerület MDF-s képviselője. 1990 és 1994 között képviselő volt az országgyűlésben, ahol a költségvetési, adó- és pénzügyi bizottság tagja volt 1990. december 21. és 1994. június 27. között.